# Kertváros (városrész, Pécs)
Kertváros vagy Megyeri kertváros Pécs egyik városrésze. Északon Északmegyer (Északmegyer dűlő, Szilva utca, Móra Ferenc utca), nyugaton Füzes (Megyeri út), délen Megyer (Keszüi út, Málomi út és a Littke József utcától északra lévő telekhatár), keleten a központi temető (Siklósi út) és Tüskésrét (Faiskola utca, Nagyárpádi út) határolja. Déli széle közelében halad el az 57-es főút, melyből ezen a szakaszon ágazik ki Keszü-Pellérd felé az 5816-os út, illetve az 5827-es számú délnyugati tehermentesítő út

## Története
A 20. század első felében a Pécsi-vizet szabályozták, mocsaras síkságát lecsapolták, így jöhetett létre a medence déli felén. 1928-as városrendezési terv szerint tisztviselők és munkások számára lakótelepek építését irányozta elő.
A Megyeri kertváros beépülése az 1930-as években indult meg. 1930-ban megalakult a Megyeri Kertváros Építő Szövetkezet, amely Visnya Ernő igazgató tulajdonában lévő 60 katasztrális holdat meghaladó területen kívánta felépíteni az új városrészt. A telepet Kőszeghy Gyula tervezte. A telep északnyugati sarkán sportpályát és játszóteret, a telep túloldalán iskolát tervezett. Az évtized folyamán a Katolikus Karitász, a MÁV és a Bőrgyár is bekapcsolódott az építkezésbe. Az épületekhez Kőszeghy, Hoffmann László és Visy Zoltán készített típusterveket.
1939-ben a népi építészet hatását követő típusházakat kezdenek építeni. Ezek voltak az OTI-típusházak. Az OTI   (Országos Társadalombiztosító Intézet) Károlyi Antalt és Benkhard Ágostot bízta meg a tervek elkészítésével.
1931-ben készült el az elemi iskola Hoffmann László tervei alapján.
1945-ben adták át a  Gosztonyi Gyula által tervezett Szent Erzsébet római katolikus templomot.

## Tömegközlekedés
Kertvárosban közlekedő buszok:
- 1: Uránváros – Csontváry u. – Uránváros
- 3: Kertváros – Árkád – Kertváros
- 3E: Kertváros → Főpályaudvar
- 6: Kertváros – Árkád – Kertváros
- 6E: Kertváros → Főpályaudvar
- 7: Malomvölgyi út – Főpályaudvar
- 7Y: Malomvölgyi út – Málom – Főpályaudvar
- 8: Fagyöngy utca – Árkád – Főpályaudvar
- 22: Kertváros/Fagyöngy utca – Árkád – Nagydeindol
- 23: Kertváros/Fagyöngy utca – Árkád – Deindol
- 23Y: Kertváros – Árkád – Deindol – Nagydeindol
- 24: Kertváros/Fagyöngy utca – Árkád – Mecsekszentkút
- 55: Kertváros – Klinikák
- 60: Budai Állomás → Kertváros → Budai Állomás
- 60A: Budai Állomás → Kertváros → Budai Állomás
- 60Y: Budai Állomás → Kertváros → Árkád → Budai Állomás
- 61: Kertváros – Málomvölgyi út
- 62: Kertváros – Fagyöngy utca
- 73: Malomvölgyi út – Fagyöngy utca – Főpályaudvar
- 73Y: Malomvölgyi út – Málom – Fagyöngy utca – Főpályaudvar
- 103: Kertváros – Klinikák
- 107E: Malomvölgyi út – Uránváros/Deindol/Nagydeindol
- 109E: Fagyöngy utca – Klinikák
- 121: Kertváros – Hőerőmű – Uránváros
- 122: Fagyöngy utca – Árkád – Nagydeindol
- 123: Fagyöngy utca – Árkád – Deindol
- 123Y: Fagyöngy utca – Árkád – Deindol – Nagydeindol
- 124: Fagyöngy utca – Árkád – Mecsekszentkút
- 130: Kertváros – Megyer – Főpályaudvar – Klinikák
- 130A: Kertváros – Megyer – Főpályaudvar
- 142: Nagyárpád – Fagyöngy utca
- 155: Krisztina tér → Ifjúság útja → Kertváros